# سیلوا والدز
سیلوا والدز (انگلیسی: Luis Valdez؛ زادهٔ ۲۶ ژوئن ۱۹۴۰) یک کارگردان اهل ایالات متحده آمریکا است.